# Guzmán Casaseca
Guzmán Casaseca Lozano, conocido como Guzmán (Badajoz, Extremadura, España, 26 de diciembre de 1984), es un exfutbolista español. Jugaba de centrocampista y actualmente trabaja en la directiva del Club Deportivo Badajoz de la Tercera Federación 

## Trayectoria
Formando en la cantera del antiguo C. D. Badajoz, debutaría con el primer equipo el 15 de diciembre de 2002 en un encuentro entre C. D. Badajoz y S. D. Eibar correspondiente a la decimoquinta jornada de la Segunda División 2002-03. Tras el descenso del conjunto pacense a la Segunda División B empezaría a ser titular llegando a disputar 54 encuentros y anotar 7 goles en las dos próximas temporadas.
En enero de 2005 firmaría por el R. C. D. Mallorca "B" de la Segunda División B donde jugaría 14 partidos y marcaría 2 goles.
Tras abandonar el filial del Mallorca, en verano de 2005 firmaría por el Xerez C. D. de la Segunda División donde jugaría una temporada.
En la próxima temporada volvería a la Segunda División B para fichar por el Córdoba C. F., consiguiendo el ascenso a Segunda División esa misma temporada. En 2009 saldría del equipo andaluz tras 84 partidos y 8 goles en tres temporadas.
De cara a la temporada 2009-10 firmaría por el C. D. Castellón donde jugaría una temporada.
En 2010 firmaría por la A. D. Ceuta de la Segunda División B donde jugaría dos temporadas saliendo de la entidad en 2012.
Posteriormente firmaría por el Deportivo Alavés donde volvería a lograr un ascenso a la categoría de plata.
En 2014 ficharía por la U. D. Las Palmas, consiguiendo el ascenso a la Primera División.
Tras el ascenso del conjunto canario a la máxima categoría del fútbol español, Guzmán firmaría por el Real Valladolid de la Segunda División, donde jugaría dos temporadas.
Al finalizar su contrato con el club pucelano volvió a su club de inicio, el C. D. Badajoz.Con el conjunto pacense jugaría 104 encuentros y anotaría 5 goles en cuatro temporadas.
En julio de 2021 el futbolista pacense anunciaría su retirada tras 19 años en activo, uniéndose posteriormente a la directiva del C. D. Badajoz.

## Clubes
| Club                  | País   | Año                  |
| --------------------- | ------ | -------------------- |
| C. D. Badajoz         | España | 2002-2004            |
| R. C. D. Mallorca "B" | España | 2004-2005            |
| Xerez C. D.           | España | 2005-2006            |
| Córdoba C. F.         | España | 2006-2009            |
| C. D. Castellón       | España | 2009-2010            |
| A. D. Ceuta           | España | 2010-2012            |
| Deportivo Alavés      | España | 2012-2014            |
| U. D. Las Palmas      | España | 2014-2015            |
| Real Valladolid       | España | 2015-2017            |
| C. D. Badajoz         | España | 2017-2021 (Retirada) |